# Ламу (архипелаг)
Ламу (англ. Lamu Archipelago) — архипелаг в Индийском океане.
Административно Ламу относится к кенийской провинции Прибрежная. В архипелаге три крупных острова Ламу, Манда, Пате, более мелкий Киваю и несколько маленьких островков.
Крупнейший город архипелага — Ламу, является объектом Всемирного наследия ЮНЕСКО. Среди прочего арабского наследия — развалины городов Таква и Манда (остров Манда) и Шанга (остров Пате). В 1415 году архипелаг посетил известный китайский путешественник Чжэн Хэ.
На острове Манда расположен аэропорт.
На архипелаге Ламу расположен национальный морской парк и биосферный резерват Киунга.

## Мечети архипелага Ламу
На протяжении веков суахилийское побережье Восточной Африки было культурным перекрестком. Мечети, являющиеся центром религиозной жизни региона, свидетельствуют об этом богатом наследии. Их архитектура отражает не только исламские традиции, но и художественное влияние различных торговых партнеров. Это особенно заметно в дизайне михраба - молитвенной ниши, имеющей символическое значение в мечети.
XVIII и XIX века были временем значительных перемен на побережье Суахили, особенно на архипелаге Ламу. Считается, что возвышение Пате как крупной политической силы, бросившей вызов португальскому контролю над Момбасой, стало катализатором появления отчетливого стиля "нового суахилийского михраба". В этой статье рассматривается развитие этого уникального стиля, изучаются его ключевые особенности, влияния, которые повлияли на его формирование, и выдающиеся примеры.
Этот период характеризовался ростом числа мечетей. Между 1750 и 1820 гг. в городе Ламу было построено 22 мечети, а в Пате - 12. Был разработан новый стиль михраба (молитвенной ниши), характеризующийся двумя ключевыми элементами: ярко выраженным использованием лепнины для украшения и принятием трехлопастной арки.
Трехлопастная арка, более сложная конструкция, чем ранее использовавшаяся ломаная арка, появилась в XVII веке под влиянием индийских торговцев. К концу 18 века эта форма превратилась в полигамный дизайн. Строительная техника для арок михраба состояла из коралловых ясеней, скрепленных раствором, покрытых толстым слоем штукатурки и увенчанных остроконечными арками с центральным выступом.
Декор играл важную роль в новом стиле. Тимпаны, углубления над аркой, продолжали традицию инкрустированной керамики, как это было в Пате. Однако материал, использованный для центрального горба, изменился с коралла на лепнину. Каркас самого михраба был украшен лепными панелями с геометрическими узорами. Интерьер апсиды михраба был украшен треугольной лепниной, а полукупольный свод имел рифленую поверхность.
Примерами этого стиля являются михраб в Ламу с надписью 1753 года и михрабы в Симамбайе и Утондве (Танзания) 1796 и 1782 годов соответственно. Интересно, что оманские мечети, построенные в этот период, очень похожи на суахилийские модели, с пролетами, параллельными стене киблы, и выступающим михрабом. Оманская мечеть Симамбайя, построенная между 1725 и 1765 годами, является примером такого сходства.
Более поздний пример, мечеть суахили Ва Деуле в Шеле (Ламу), построенная в 1848 году, согласно надписи в михрабе, демонстрирует продолжение использования трилистника. Этот конкретный михраб был обрамлен полукруглыми молдингами и украшен панелями с цветочными и геометрическими мотивами.
Влияние внешних факторов также очевидно в этом архитектурном развитии. Расцвет этого нового стиля находит параллели в йеменских мечетях, особенно в Сурате, где михрабы с тонко вырезанными трехлопастными арками указывают на растущие экономические отношения с Индией. Мечеть Ндиа Куу в Момбасе, которая была раскопана в 1985 году, подчеркивает это внешнее влияние. Эта мечеть XVII века, вероятно, использовавшаяся индийскими и пакистанскими наемниками, имела квадратный план, небольшой михраб, украшенный волютами и глухими аркадами в индийском стиле, и две небольшие колонны, обрамляющие выступ михраба.
Подводя итог, можно сказать, что в XVIII и XIX веках произошли динамичные изменения в дизайне михраба в мечетях архипелага Ламу. Появление Пате, изменение политического ландшафта и внешнее влияние из Индии и Омана способствовали развитию отдельного "стиля Ламу", характеризующегося широким распространением трехлопастной арки и использованием лепного декора.

## Галерея

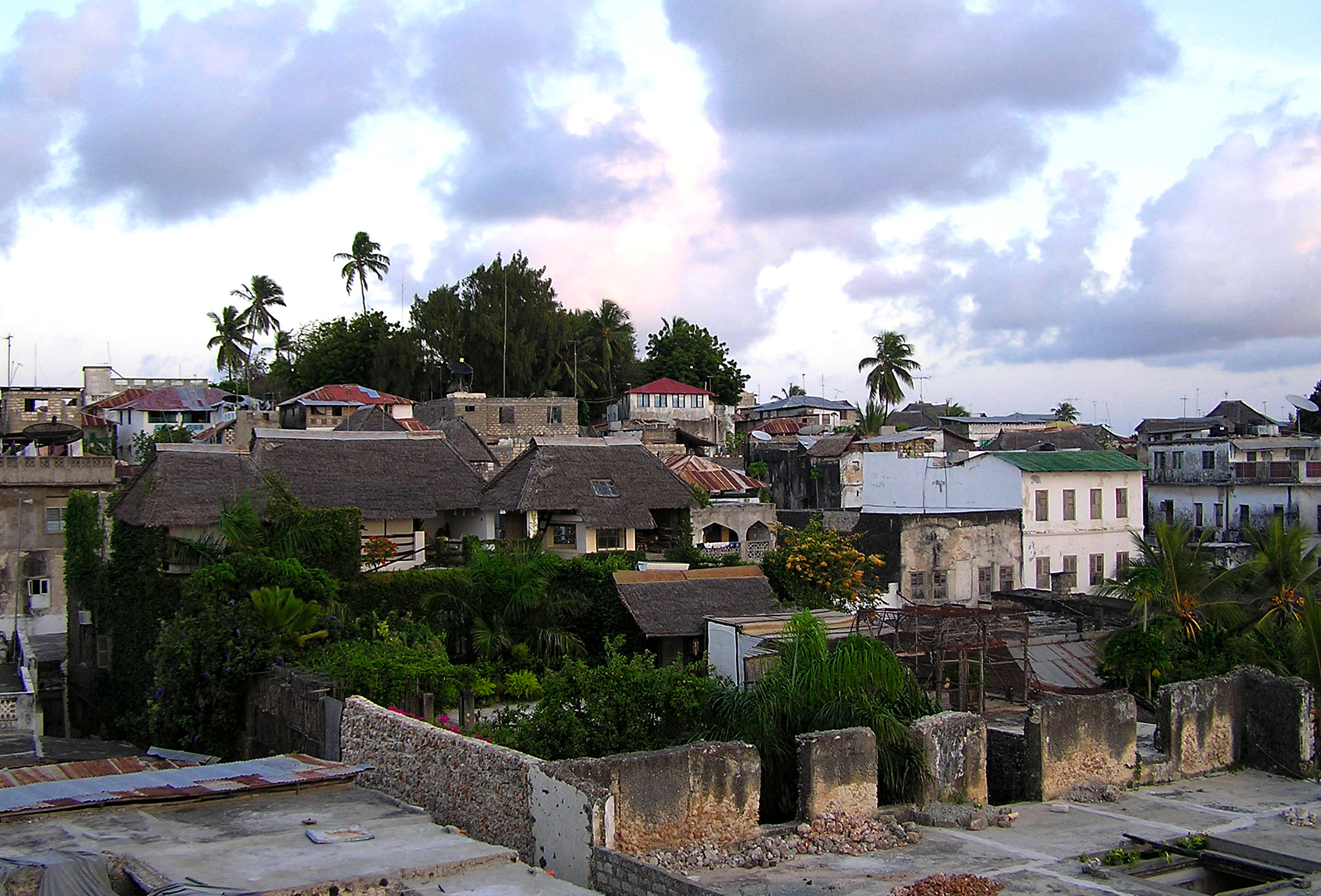
Город Ламу
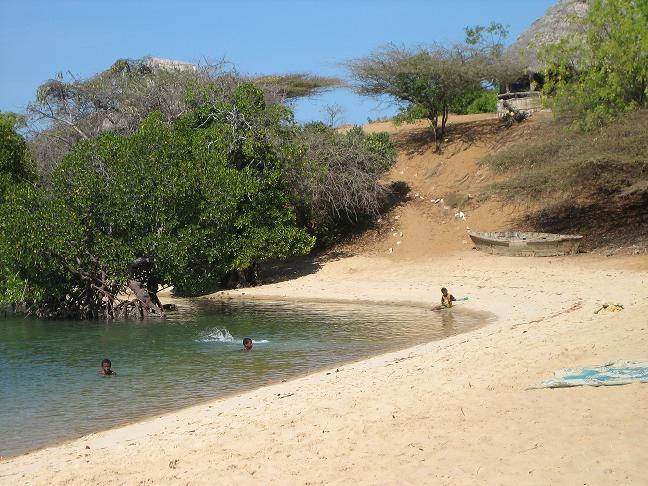
Запад острова Каваю
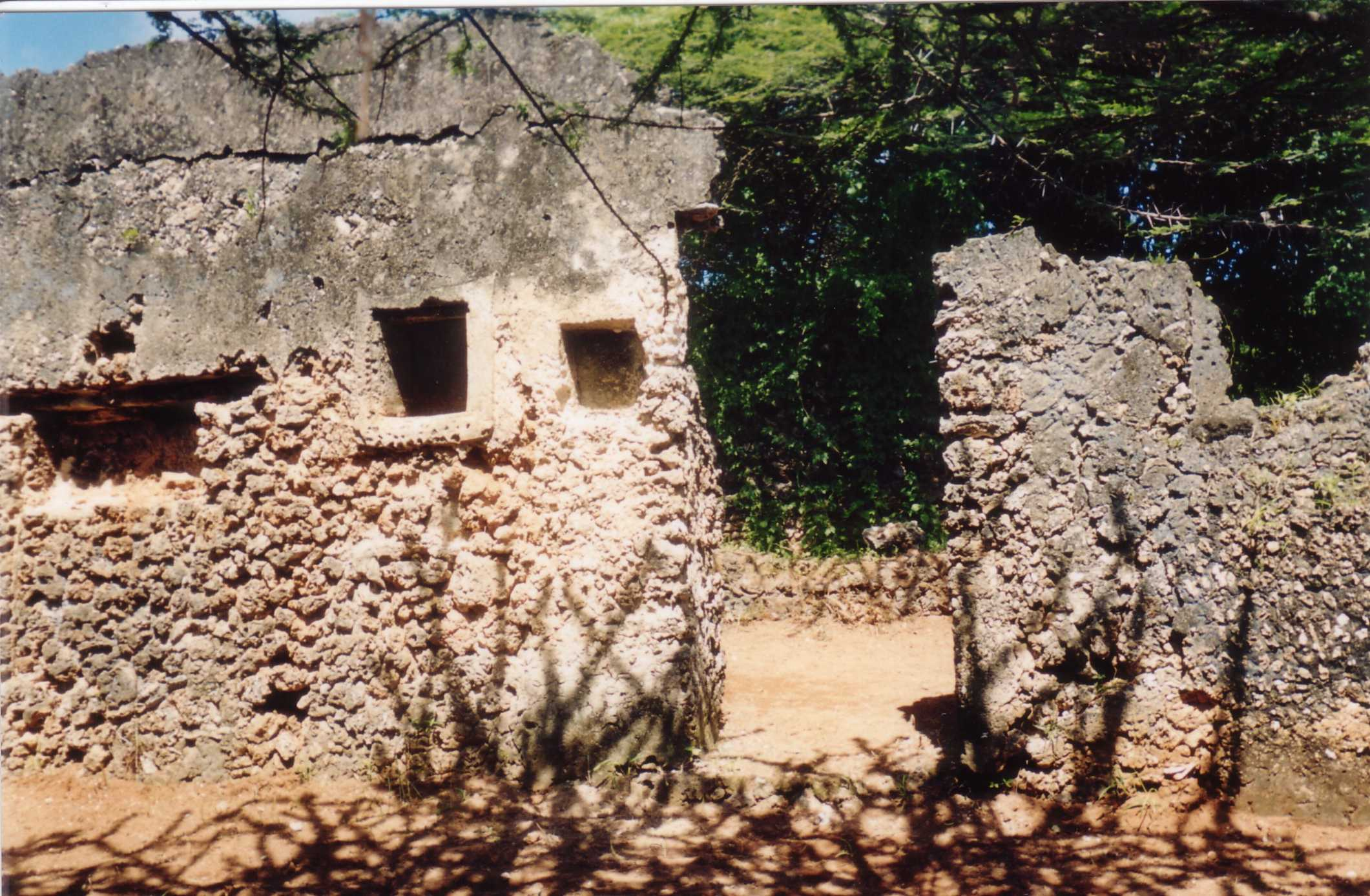
Руины Таква (город) на острове Манда
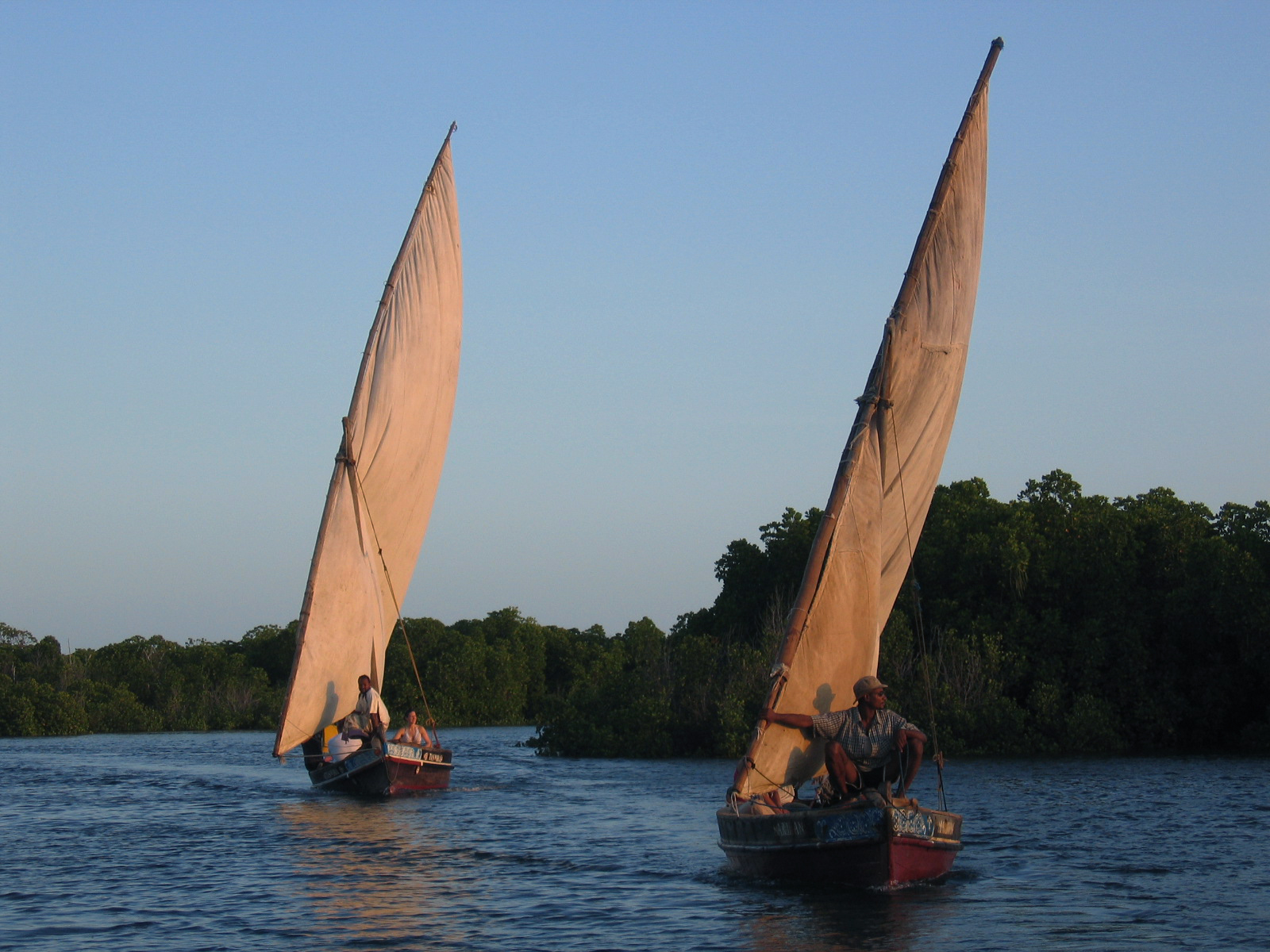
Дхоу, типичная для архипелага лодка